# 昂船洲大橋
昂船洲大橋（英語：Stonecutters Bridge）是香港一座雙塔斜拉橋，原計劃中建成時為世界上跨度最長（1,018米）的斜拉橋（現已被蘇通長江公路大橋超越），而其橋塔是全球首次採用「不銹鋼 + 混凝土」的混合式結構。大橋主跨長1,018米，連引道全長為1,596米。大橋屬於8號幹線的一部份，並位於青沙管制區內，跨越藍巴勒海峽，將昂船洲和青衣島東南角的9號貨櫃碼頭連接起來，也為往返新界西至九龍西及港島區的車輛提供另一途徑，緩和青葵公路擠迫情況。它對香港的港口物流業發展非常重要，也是香港新的重要建築地標之一，當船隻通過汲水門大橋後可看到整座橋。大橋日夜景色相當吸引，吸引不少市民於岸邊觀賞。昂船洲大橋屬青沙管制區範圍，管制區人員獲授權執行《青沙管制區條例》。
昂船洲大橋離海面高度有73.5米，而橋塔高度則為298米，兩者都比青馬大橋為高，橋面為三線雙程分隔（含路肩）的快速公路。車速限制為每小時80公里，在強風管制措施實施時，車速限制會改為每小時50公里，並封閉中線；隧道交通督導員會禁止高度超過1.6米車輛、電單車及機動三輪車使用昂船洲大橋，駕駛者須改行青馬管制區的青葵公路。

## 歷史及運用
昂船洲大橋於2004年4月奠基，2005年開始動工興建，承建商為前田－日立－橫河－新昌聯營公司，原定工程費用為27.6億港元，但實際耗資37億港元。這條橋原預計於2008年6月落成通車，但路政署稱因為地基打樁深度比初時估計深40米，再加上建造期間原材料價格不斷上升，結果大橋於2009年4月7日合攏，同年7月29日才落成。大橋於2009年12月20日早上7時通車。
當局一直以青沙管制區禁止專利巴士行經本大橋，直至2010年1月31日起批准其中四條城巴機場快線A10、A11、A12及A22改行本大橋，有專家估計車程可快5至10分鐘，雖然行車時間最後都沒有減少還反而增加，不過該4線仍沒有改回原有行車路線。
另外九巴已於2010年7月26日開辦一條取道本大橋及青沙公路（長沙灣至沙田段）往來青衣及沙田市中心的專營巴士路線249X，成為首條取道本大橋的常規非機場巴士路線。不過由2017年3月4日起，該線改行青衣南橋，不再途經本大橋，直至2021年5月10日，龍運巴士E43線投入服務，成為第二條取道本大橋的常規非機場巴士路線。不過由2022年8月8日起，該線改行屯門赤鱲角隧道，不再途經本大橋。

## 公益金百萬行
2009年11月15日通車前，公益金在昂船洲大橋和連接的南灣隧道舉行百萬行；而在2014年3月9日，公益金亦曾於南灣隧道舉行百萬行。

## 榮譽
昂船洲大橋於建成時，榮獲2009年度日本土木學會主辦的「田中獎」，為全港僅有三條獲得此獎項的橋樑，亦是歷來少數位於日本國外的得獎工程。

## 圖片集

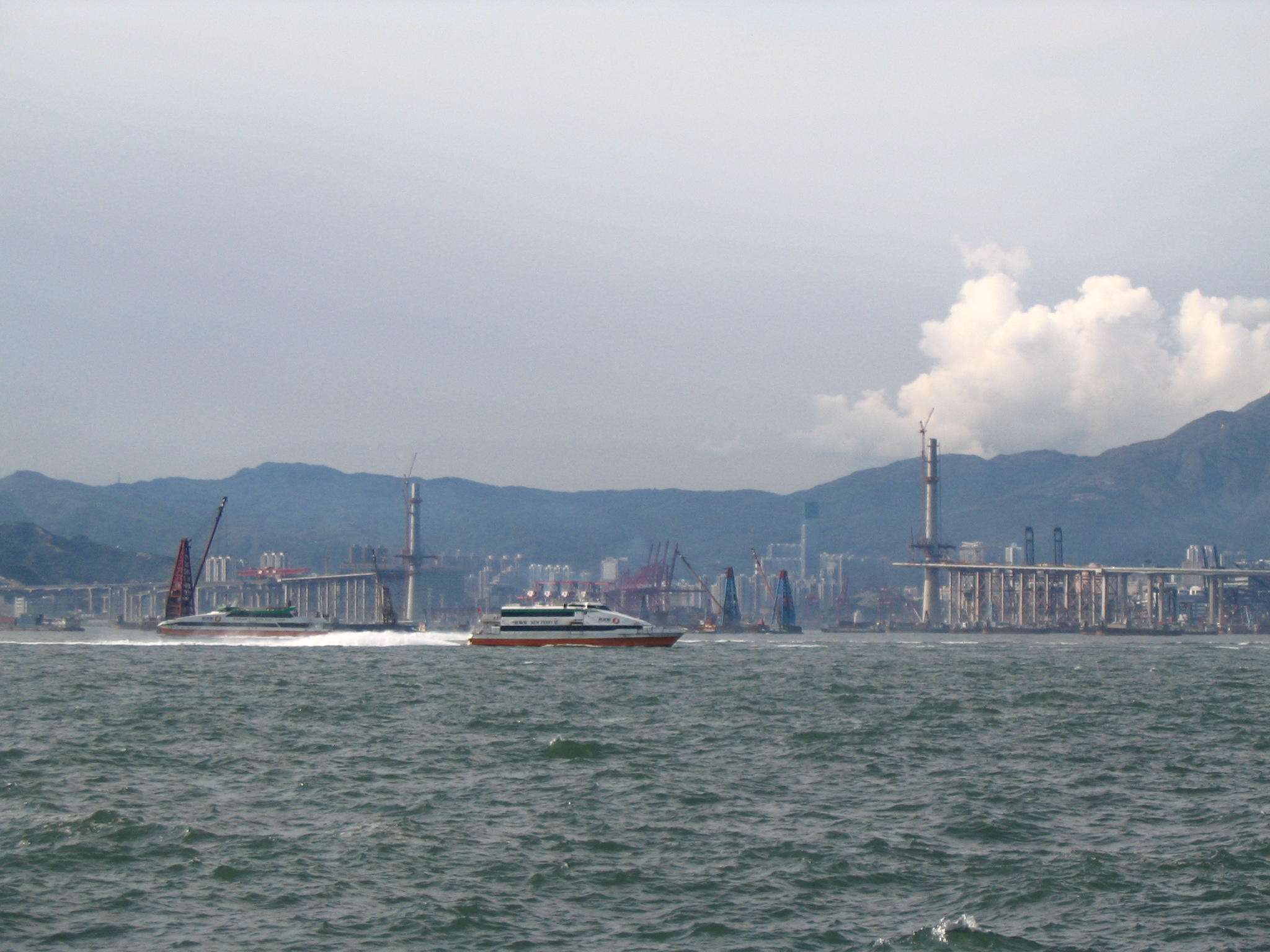
昂船洲大橋（2007年9月）
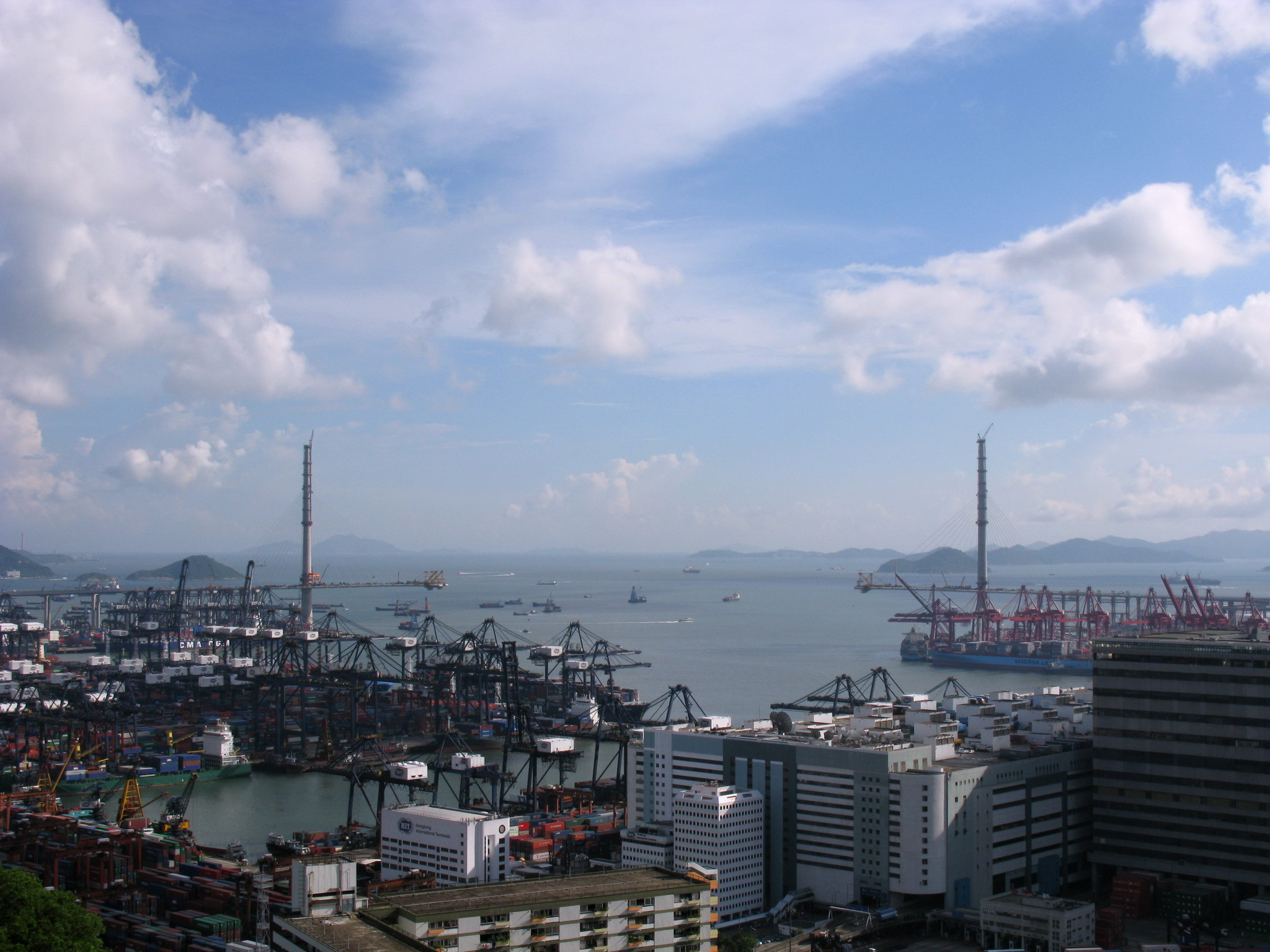
昂船洲大橋（2008年7月），攝於荔景荔崗街附近
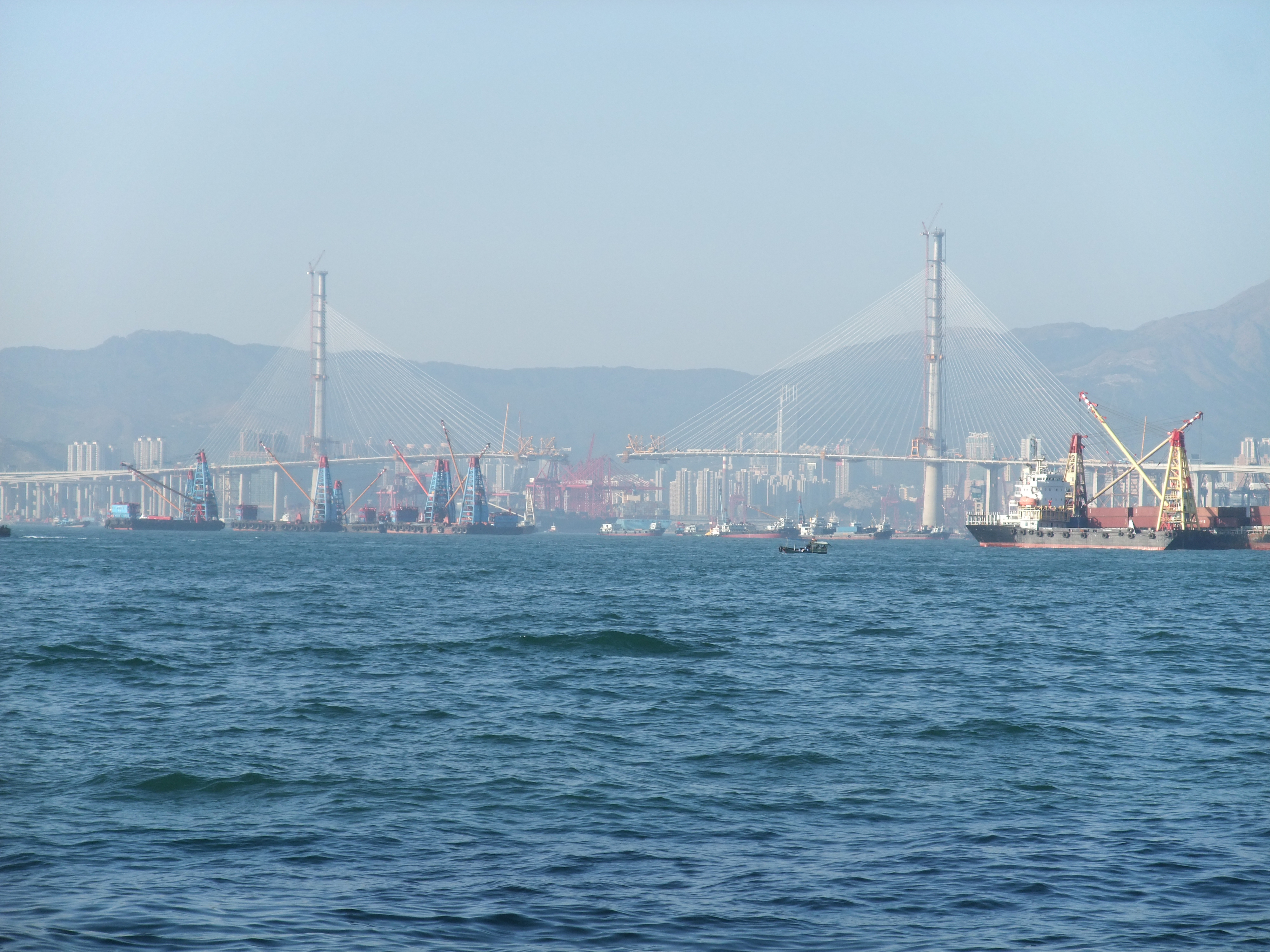
昂船洲大橋（2008年12月）
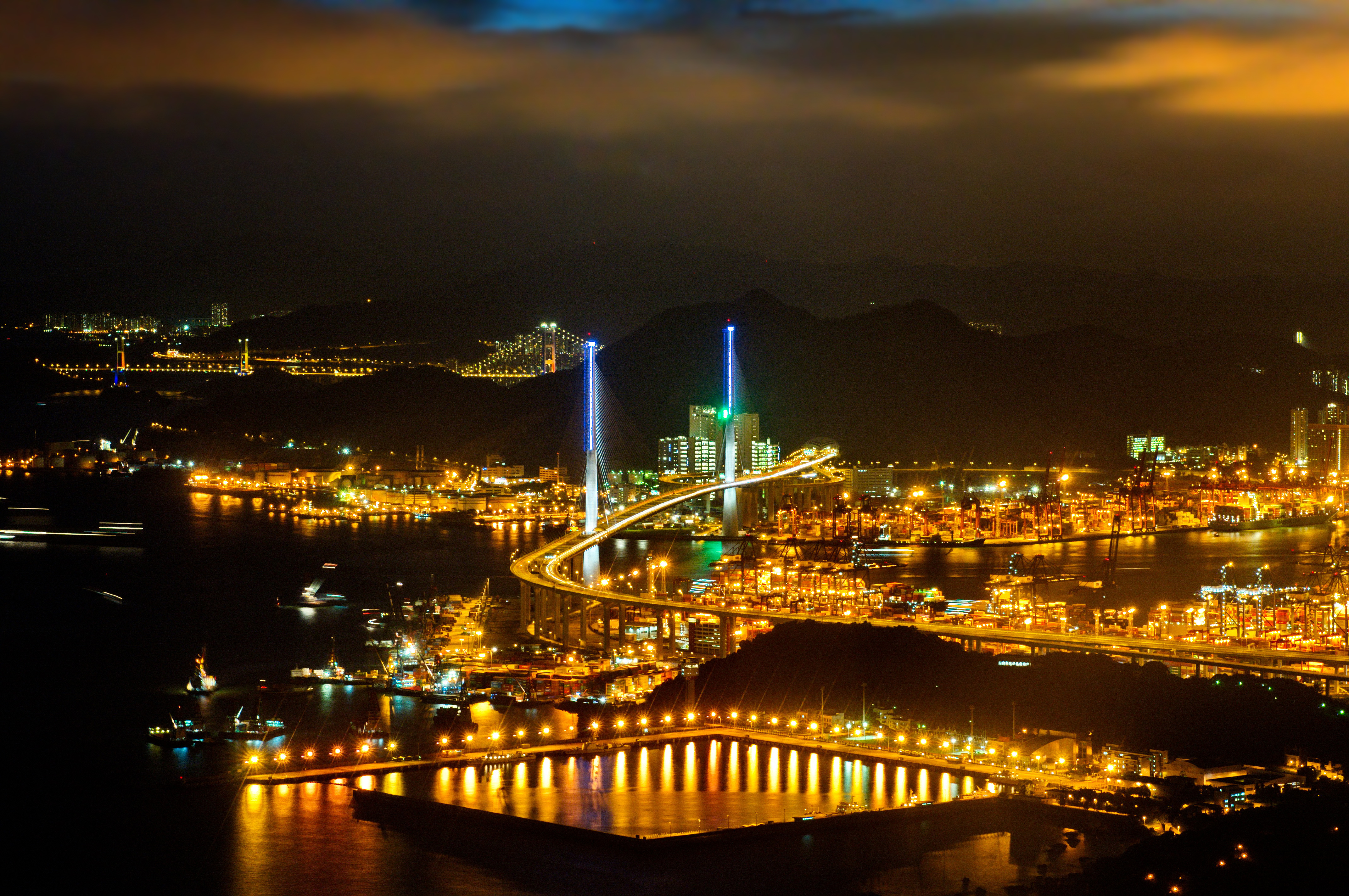
由大角咀觀看晚上的昂船洲大橋（2013年）
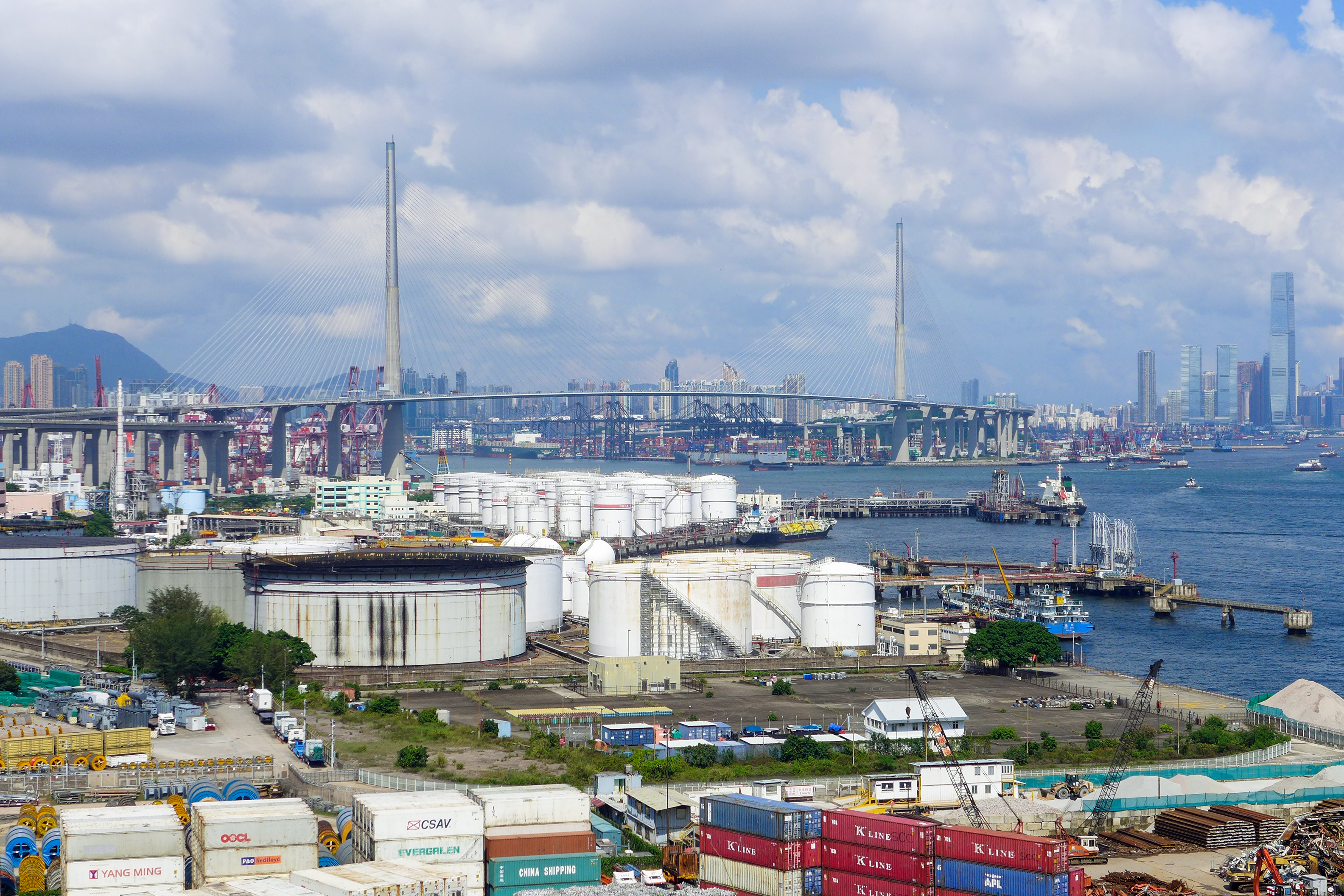
從青衣南看昂船洲大橋（2017年）
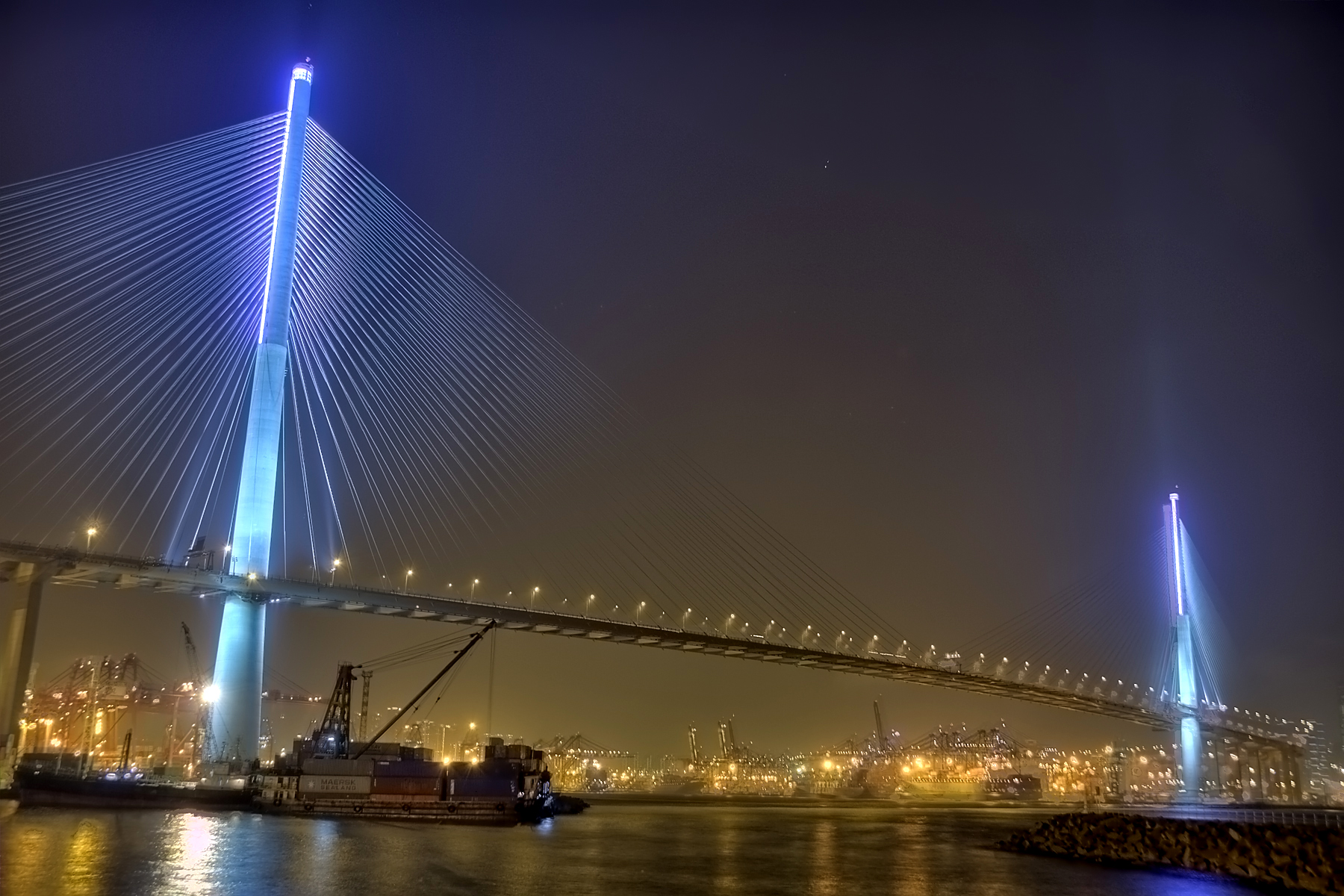
晚上的昂船洲大橋

## 外部連結
- 運輸署 - 青沙公路駕駛指引
- 昂船洲大橋在Google地圖的位置
- . （原始内容存档于2010-12-28）.
- 香港巴士大典上的相关条目：昂船洲大橋
- 香港道路大典上的相关条目：昂船洲大橋

| 论 编 | 香港8號幹線 |  |
| |             |  |
| 青沙公路（包括南灣隧道、昂船洲大橋、尖山隧道、沙田嶺隧道及大圍隧道） – 長青公路 – 青衣西北交匯處 – 青嶼幹線（包括汲水門大橋、馬灣高架道路、青馬大橋） – 北大嶼山公路 |             |  |
| |             |  |

| 论 编 | 青沙管制區 |  |
| |            |  |
| 青衣西北交匯處 - 長青公路 - 青沙公路（包括西青衣高架道路、南灣隧道、東青衣高架道路、昂船洲大橋、昂船洲高架道路、荔枝角高架道路、尖山隧道、青沙公路轉車站、沙田嶺隧道及大圍隧道） |            |  |